# Велька Лука (район Зволен)
Велька Лука (словац. Veľká Lúka, нем. Großwiesen, венг. Nagyrét ) — деревня в районе Зволен Банска-Бистрицкого края в центральной Словакии.
Расположена в западной части Зволенской котловины в Словацких Средних горах близ курорта Слиач примерно в 14 км от г. Банска-Бистрица и 7 км от административного центра г. Зволен.

## Население
| Год:                | 1994 | 2004 | 2014     | 2024     |
| ------------------- | ---- | ---- | -------- | -------- |
| Количество человек: | 0    | 429  | 587      | 868      |
| Разница:            |      | –    | +36,82 % | +47,87 % |

Население — 834 человека на 31 декабря 2020 года.

## История
Первое письменное упоминание встречается в 1281 году. Деревня получила своё название от обширных лугов, раскинувшихся вокруг неё.